# زينب بشرلير
زينب بيشرلير (بالتركية: Zeynep Beşerler)‏ وهي ممثلة أفلام وتلفزيون تركية ولدت في يوم 1 آب 1979 في مدينة إزمير في تركيا، وهي خريجة جامعة إسطنبول، مثلت دور سحر في مسلسل سنوات الضياع.

## روابط خارجية
- زينب بشرلير على موقع IMDb (الإنجليزية)
- زينب بشرلير على موقع ألو سيني (الفرنسية)
- زينب بشرلير على موقع قاعدة بيانات الفيلم (الإنجليزية)
- زينب بشرلير على موقع كينوبويسك (الروسية)